# Долинська сільська рада (Чаплинський район)
Доли́нська сільська́ ра́да — адміністративно-територіальна одиниця та орган місцевого самоврядування в Чаплинському районі Херсонської області. Адміністративний центр — село Долинське.

## Загальні відомості
Долинська сільська рада утворена в 1970 році.
- Територія ради: 5,6 км²
- Населення ради: 1 039 осіб (станом на 2001 рік)

## Населені пункти
Сільській раді були підпорядковані населені пункти:
- с. Долинське

## Склад ради
Рада складалася з 16 депутатів та голови.
- Голова ради: Іванов Юрій Миколайович
- Секретар ради: Луцик Лариса Володимирівна

### Керівний склад попередніх скликань
| Прізвище, ім'я, по батькові | Основні відомості                                                 | Дата обрання | Дата звільнення |
| --------------------------- | ----------------------------------------------------------------- | ------------ | --------------- |
| Іванов Юрій Миколайович     | Сільський голова, 1962 року народження, освіта вища, позапартійна | 26.03.2006   | 31.10.2010      |
| Іванов Юрій Миколайович     | Сільський голова, 1962 року народження, освіта вища, безпартійний | 31.10.2010   |                 |

Примітка: таблиця складена за даними сайту Верховної Ради України

### Депутати
За результатами місцевих виборів 2010 року депутатами ради стали:

#### За суб'єктами висування
| Суб'єкт висування                                       | Кількість обраних депутатів | %    |
| ------------------------------------------------------- | --------------------------- | ---- |
| Партія регіонів                                         | 13                          | 81,3 |
| Народна партія                                          | 1                           | 6,3  |
| Політична партія Всеукраїнське об'єднання «Батьківщина» | 1                           | 6,3  |
| Самовисування                                           | 1                           | 6,3  |

#### За округами
| № округу                                                | Прізвище, ім'я, по батькові   | Дата визнання обраним | Освіта           | Партійна приналежність                        | Відомості про обраного депутата                                     |
| ------------------------------------------------------- | ----------------------------- | --------------------- | ---------------- | --------------------------------------------- | ------------------------------------------------------------------- |
| Народна Партія                                          |                               |                       |                  |                                               |                                                                     |
| 4                                                       | Назаренко Микола Вікторович   | 07.11.2010            | вища             | член Народної партії                          | тимчасово не працює                                                 |
| Партія регіонів                                         |                               |                       |                  |                                               |                                                                     |
| 1                                                       | Побережник Людмила Іллівна    | 01.11.2010            | вища             | член Партії регіонів                          | Долинська загальноосвітня школа І-ІІІ ст., вчитель молодших класів  |
| 2                                                       | Саркісян Ніна Ігорівна        | 01.11.2010            | вища             | член Партії регіонів                          | Долинська сільська рада, спеціаліст ІІ категорії з земельних питань |
| 3                                                       | Сінаєвська Ніна Дмитрівна     | 01.11.2010            | вища             | член Партії регіонів                          | ТОВ "ТД «Долинское», бухгалтер                                      |
| 5                                                       | Поповічук Анатолій Васильович | 01.11.2010            | вища             | член Партії регіонів                          | Комунальне підприємство «Долинське», електрик                       |
| 6                                                       | Черевач Наталя Вікторівна     | 01.11.2010            | середня          | член Партії регіонів                          | Долинський ясла сад, помічник вихователя                            |
| 7                                                       | Касикова Тетяна Валентинівна  | 01.11.2010            | незакінчена вища | член Партії регіонів                          | Долинський фельдшерський пункт, медична сестра                      |
| 9                                                       | Кучерук Оксана Олександрівна  | 01.11.2010            | вища             | член Партії регіонів                          | ТОВ "ТД «Долинское», секретар- референт                             |
| 10                                                      | Горнич Оксана Михайлівна      | 01.11.2010            | незакінчена вища | член Партії регіонів                          | Долинське відділення зв'язку, завідувачка                           |
| 11                                                      | Луцик Лариса Володимирівна    | 01.11.2010            | незакінчена вища | член Партії регіонів                          | Долинська сільська рада, секретар                                   |
| 12                                                      | Троян Олексій Леонідович      | 01.11.2010            | вища             | член Партії регіонів                          | Долинська загальноосвітня школа І-ІІІ ст., вчитель фізики           |
| 13                                                      | Мердич Лариса Юхимівна        | 01.11.2010            | вища             | член Партії регіонів                          | Долинська загальноосвітня школа І-ІІІ ст., заступник директора      |
| 14                                                      | Римарук Сергій Анатолійович   | 01.11.2010            | вища             | член Партії регіонів                          | тимчасово не працює                                                 |
| 16                                                      | Ільчук Надія Вікторівна       | 01.11.2010            | вища             | член Партії регіонів                          | ТОВ "ТД «Долинское», бухгалтер                                      |
| Політична партія Всеукраїнське об'єднання «Батьківщина» |                               |                       |                  |                                               |                                                                     |
| 8                                                       | Юськова Тетяна Іванівна       | 01.11.2010            | незакінчена вища | член Всеукраїнського об'єднання «Батьківщина» | ТОВ "ТД «Долинское», бухгалтер                                      |
| Самовисування                                           |                               |                       |                  |                                               |                                                                     |
| 15                                                      | Ковальчук Надія Вікторівна    | 07.11.2010            | вища             | позапартійна                                  | Долинська загальноосвітня школа І-ІІІ ст., вчитель                  |

## Населення
Згідно з переписом УРСР 1989 року чисельність наявного населення сільської ради становила 1076 осіб, з яких 521 чоловік та 555 жінок.
За переписом населення України 2001 року в сільській раді мешкала 1031 особа.

### Мова
Розподіл населення за рідною мовою за даними перепису 2001 року:
| Мова       | Відсоток |
| ---------- | -------- |
| українська | 94,32 %  |
| російська  | 4,33 %   |
| молдовська | 0,96 %   |
| білоруська | 0,19 %   |
| вірменська | 0,10 %   |
| гагаузька  | 0,10 %   |